# Мартинсон, Муа
Mya Мартинсон (швед. Moa Martinson, псевдоним, настоящее имя Хельга Мария Мартинсон, Helga Maria Martinson, в девичестве Свартс, Swartz, 2 ноября 1890, Ворднес, Эстергётланд, — 5 августа 1964, Сорунда, Сёдерманланд) — шведская писательница.

## Биография

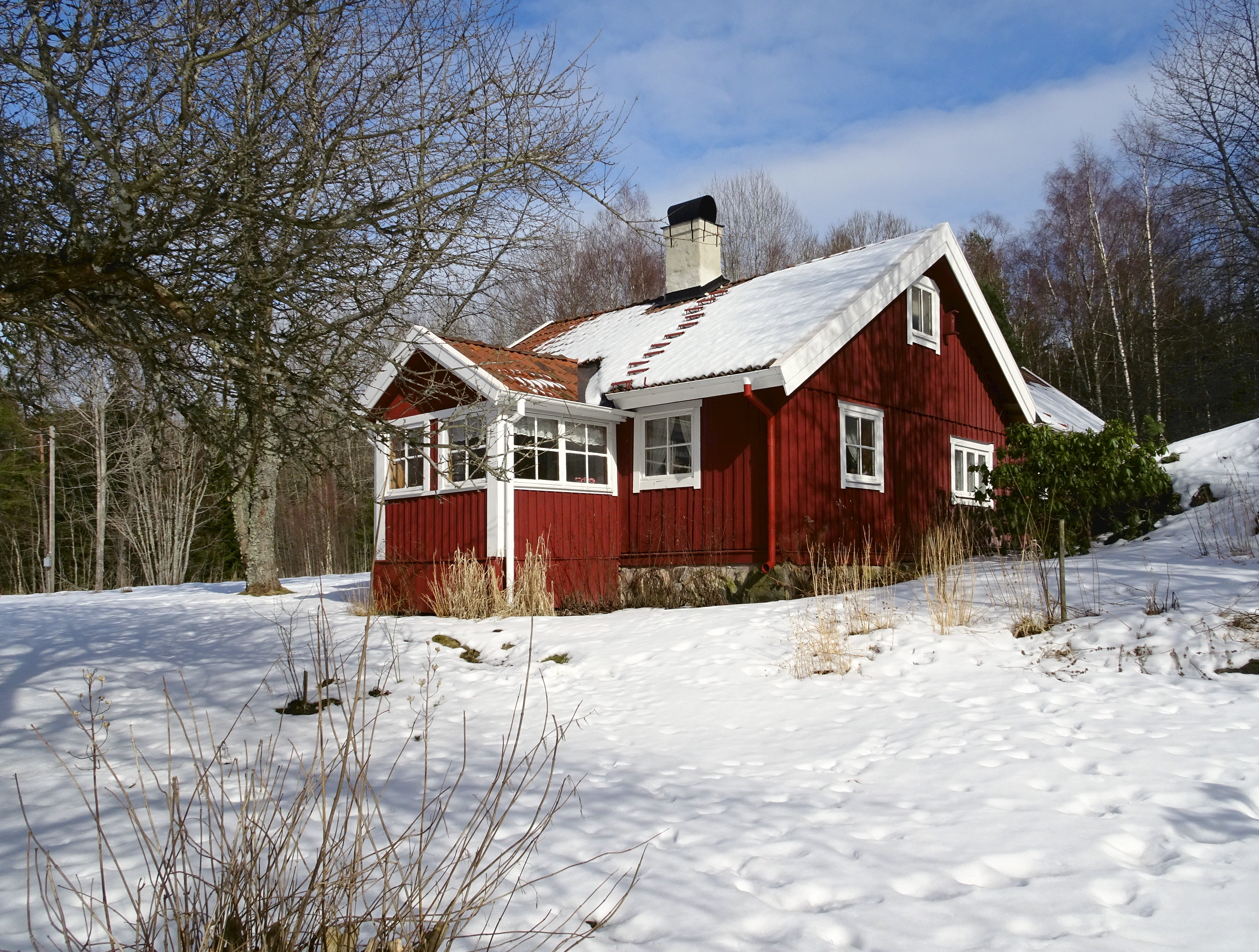
Торп Йоханнесдал на озере Вестра-Стюран в деревне Сорунда в коммуне Нюнесхамн, принадлежавший Муа Мартинсон

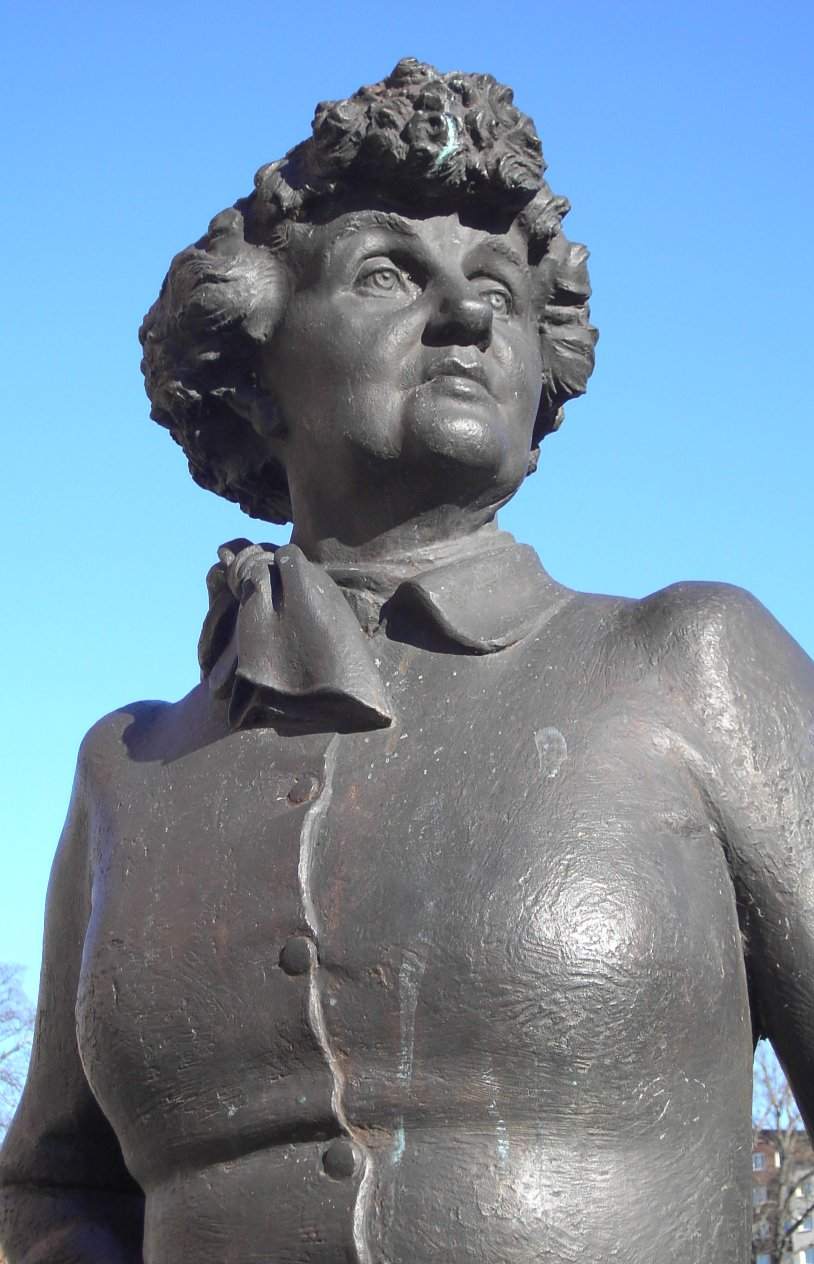
Статуя Муа Мартинсон в Норрчёпинге

Родилась 2 ноября 1890 года в деревне Ворднес в коммуне Линчёпинг в лене Эстергётланд. Дочь текстильщицы. Выросла в бедной крестьянской среде. Занималась самообразованием.
Печатается с 1927 года. На формирование её художественного метода оказали влияние Эмиль Золя, Максим Горький и Мартин Андерсен-Нексё. Теме тяжёлой жизни трудящейся женщины посвящена дилогия «Женщины и яблони» (Kvinnor och äppelträd, 1933) и «Сыновья Салли» (Sallys söner, 1934). В автобиографической тетралогии «Мать выходит замуж» (Mor gifter sig, 1936), «Венчание» (Kyrkbröllop, 1938), «Королевские розы» (Kungens rosor, 1939), «Я встречаю поэта» (Jag möter en diktare, 1950) Mya Мартинсон изобразила свою трудную молодость, полную лишений. Серия исторических романов из жизни шведских крестьян XVIII—XIX веков: «Путь под звёздами» (Vägen under stjärnorna, 1940), «Огненные лилии» (Brandliljor, 1941), «Праздник жизни» (Livets fest, 1949). Автор сборников очерков и рассказов «За шведской стеной» (Bakom svenskvallen, 1944), «Любовь между войнами» (Kärlek mellan krigen, 1947). Романы «Стража ржи» (Rågvakt, 1935) и «Королева Гроюллен» (Drottning Grågyllen) выдержаны в традициях романтизма и насыщены сказочными и мифологическими мотивами. Её творчество, содержащее социалистические идеи, близко литературе так называемой «статарской школы», отразившей нужду и бесправие батраков, к которой принадлежали Ян Фридегорд (1897—1968) и Ивар Лу-Юхансон.
В годы Второй мировой войны (1939—1945) Mya Мартинсон занимала антифашистскую позицию.
Умерла 5 августа 1964 года в деревне Сорунда в коммуне Нюнесхамн в лене Стокгольм, в исторической провинции Сёдерманланд.

## Личная жизни
В 1922—1928 гг. была замужем за Карлом Йоханссоном (Karl Johansson). От этого брака родила детей: Олофа (Olof, 1910—1974), Туре (Tore, 1911—1978), Эрика (Erik, 1913—1996), Манфреда (Manfred, 1914—1925), Кнута (Knut, 1916—1925). В 1929—1940 гг. была замужем за писателем Харри Мартинсоном.

## Публикации в русском переводе
Автобиографический роман «Мать выходит замуж» переведён на русский язык с шведского языка Эрной Яковлевной Раузиной и опубликован московским издательством «Художественная литература» в 1957 году, рассказы «Пеленка и цветок» в сборнике «Рассказы скандинавских писателей», опубликованном московским «Издательством иностранной литературы» в 1957 году, и «Восемь лет спустя» в сборнике «Шведская новелла XIX—XX веков», опубликованном московским издательством «Художественная литература» в 1964 году.

## Публикации в переводе на языки народов СССР
Роман «Мать выходит замуж» переведён с русского языка на грузинский и белорусские языки. Перевод на грузинский язык выполнили Шалва Адомлишвили (შალვა ადომლიშვილი) и Тамаз Мамулашвили (თამაზ მამულაშვილი), опубликован тбилисским издательством «Сабчота Сакартвело» («Советская Грузия») в 1983 году. Перевод на белорусский язык выполнил Валентин Радкевич (1937—1995), опубликован минским издательством «Мастацкая літаратура» («Художественная литература») в 1988 году.